# Côte Hansemann
La côte Hansemann désigne une partie de la côte de la Nouvelle-Guinée qui appartient à la Papouasie-Nouvelle-Guinée.

## Géographie
La section se trouve sur la côte nord-est de la Nouvelle-Guinée entre Wewak et l'embouchure du Sepik et occupe donc essentiellement le littoral de la province du Sepik oriental.

## Toponymie
Le nom de Côte Hansemann vient de l'époque coloniale allemande, lorsque le nord-est de la Nouvelle-Guinée fait partie de la Terre de l'Empereur-Guillaume. Il est un hommage à l'entrepreneur allemand et fondateur du Consortium de Nouvelle-Guinée Adolph von Hansemann.

## Source, notes et références
- (de) Cet article est partiellement ou en totalité issu de l’article de Wikipédia en allemand intitulé « Hansemann Coast » (voir la liste des auteurs).

1. ↑  (en) Eric C.F. Bird, « The beach erosion problem at Wewak, Papua New Guinea », Singapore Journal of Tropical Geography, vol. 2, no 1,‎ juin 1981, p. 9-14 (lire en ligne)
2. ↑  (en) United States Hydrographic Office, East Indies Pilot: Islands eastward of Celebes and Timor, including New Guinea and Louisiade Archipelago, USHO, 1923 (lire en ligne), p. 602